# Królewski Łańcuch Wiktoriański
Królewski Łańcuch Wiktoriański lub Łańcuch Królewski Wiktorii (ang. Royal Victorian Chain) – odznaczenie honorowe, ufundowane 9 sierpnia 1902 przez króla Edwarda VII, nadawane niezwykle rzadko jako osobisty dowód szczególnej łaski aktualnie panującego władcy brytyjskiego.
Nadaniu nie towarzyszy żaden tytuł szlachecki, a osoby nim odznaczone nie znajdują się w osobowej precedencji brytyjskiej ani nie są opisywane za pomocą skrótów literowych (tzw. post-nominal letters). Może być nadawany zagranicznym głowom państw lub innym wybitnym osobistościom. W 2003 było mniej niż dwudziestu żyjących odznaczonych.
Łańcuch Królewski Wiktorii nie jest orderem, ale noszony jest przy tych samych okazjach, co inne ordery. Po śmierci odznaczonego insygnia odznaczenia należy zwrócić do Kancelarii Orderów Kawalerskich znajdującej się w St. James’s Palace.

## Wygląd insygniów
Mężczyźni noszą odznakę na łańcuchu orderowym, wieszanym na szyi, a kobiety mogą ją również nosić na wstędze orderowej uwiązanej w kokardę i przypinanej do sukni na lewym ramieniu. Odznaka ma ten sam wygląd, co odznaka Królewskiego Orderu Wiktoriańskiego, ale obu odznaczeń nic poza tym nie łączy. Zawieszenie (zawieszka), za pomocą którego odznaka przyczepiana jest do łańcucha lub wstęgi, ma wygląd nakładających się na siebie i poprzeplatanych liter E, R oraz I (skrót od Edwardus Rex Imperator), emaliowanych na czerwono oraz umieszczonej nad nimi korony królewskiej. W wersji męskiej zawieszka otoczona jest dodatkowym złotym wieńcem laurowym. Łańcuch orderowy składa się z podwójnego rzędu złotego łańcucha, w który wkomponowane są trzy róże Tudorów, dwa osty, dwie koniczyny i dwa kwiaty lotosu (symbole Anglii, Szkocji, Irlandii i Indii). Na wstędze, umocowane są po jednym symbole: róży, ostu, koniczyny i kwiatu lotosu, połączone z zawieszką za pomocą podwójnego rzędu złotego łańcucha.

## Odznaczeni (lista niepełna)
- 1902 – John Campbell (9. książę Argyll)[7]
- 1902 – Artur (książę Connaught i Strathearn)[7]
- 1902 – Fryderyk Glücksburg (następca tronu Danii)[7]
- 1902 – Chrystian Glücksburg (książę Danii)[7]
- 1902 – Alexander Duff (1. książę Fife)[7]
- 1902 – Wilhelm II Hohenzollern (cesarz niemiecki)[7]
- 1902 – Ernest Ludwik (wielki książę Hesji)[7]
- 1902 – Karol I Braganza (król Portugalii)[7]
- 1902 – Christian (książę Schleswig-Holstein)[7]
- 1902 – Konstantyn Glücksburg (książę Sparty)[7]
- 1902 – Jerzy Koburg (książę Walii)[7]
- 1902 – Henryk Hohenzollern (książę Prus)[7]
- 1903 – Wiktor Emanuel III (król Włoch)[7]
- 1903 – George Curzon (wicekról Indii)[7]
- 1904 – Chrystian IX Glücksburg (król Danii)[7]
- 1904 – Franciszek Józef I (cesarz Austrii, król Węgier)[7]
- 1904 – Mikołaj II Romanow (cesarz Rosji)[7]
- 1904 – Fryderyk Wilhelm Hohenzollern (następca tronu Niemiec)[7]
- 1923 – Gustaw VI Adolf (król Szwecji)
- 1934 – Hajle Syllasje I (cesarz Etiopii)[8]
- 1937 – Leopold III Koburg (król Belgii)[8]
- 1946 – Asaf Jah VII (nizam Hajdarabadu)[8]
- 1948 – Mohammad Reza Pahlawi (cesarz Iranu)[8]
- 1949 – sir John Weir (brytyjski homeopata)[9][8]
- 1950 – Juliana (królowa Holandii)[8]
- 1953 – Bernard Fitzalan-Howard (16. książę Norfolk)[8]
- 1953 – Henry Somerset (10. książę Beaufort)[8]
- 1955 – Olaf V Glücksburg (król Norwegii)[8]
- 1957 – Francisco Craveiro Lopes (prezydent Portugalii)[8]
- 1957 – Fryderyk IX Glücksburg (król Danii)[8]
- 1959 – lord Fisher of Lambeth (arcybiskup Canterbury)[8]
- 1960 – Vincent Massey (gubernator generalny Kanady)[8]
- 1960 – Charles de Gaulle (prezydent Francji)[8]
- 1960 – Rama IX (król Tajlandii)[8]
- 1961 – Mahendra Bir Bikram Shah Dev (król Nepalu)[8]
- 1963 – Roger Lumley (11. hrabia Scarbrough)[8]
- 1964 – Douglas Douglas-Hamilton (14. książę Hamilton, 11. książę Brandod)[8]
- 2007 – Filip Mountbatten (książę Edynburga)[10]